# Bulung Cangkring
Bulung Cangkring is een bestuurslaag in het regentschap Kudus van de provincie Midden-Java, Indonesië. Bulung Cangkring telt 12.075 inwoners (volkstelling 2010).